# Guerras de Beleriand

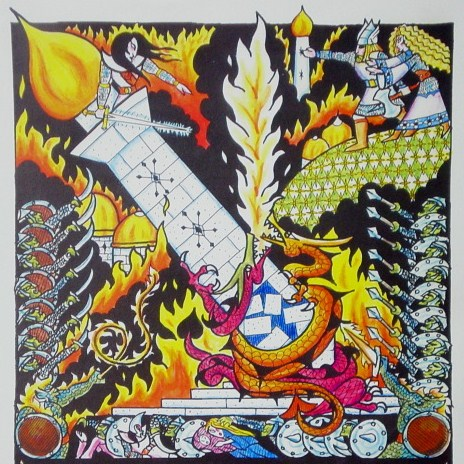
Ilustración que representa la destrucción del reino ficticio de Gondolin.

Las Guerras de Beleriand, descritas principalmente en el libro El Silmarillion, son una serie de conflictos bélicos ficticios pertenecientes al legendarium creado por el escritor británico J. R. R. Tolkien. Tienen lugar en el subcontinente de la Tierra Media conocido como Beleriand durante la Primera Edad del Sol.
Los dos grandes bandos de estas largas guerras fueron, a grandes rasgos, los "Pueblos Libres" (representados por Elfos y Hombres sobre todo) por un lado y Melkor-Morgoth por el otro. También tuvieron lugar, a menor escala, enfrentamientos internos en el bando de los pueblos libres.
A veces también llamadas Guerras de las joyas en alusión a los Silmarils, aunque este término no es exacto ya que la primera batalla de las guerras tuvo lugar por motivos ajenos a ellos.

## Antecedentes de las Guerras de Beleriand
En la Primera Edad, una parte de los Elfos Noldor se exilió rumbo a la Tierra Media. Pretendían un doble objetivo: establecerse en Beleriand, liberándose del dominio de los Valar, y recuperar los Silmarils que Melkor había robado. A su llegada, vivían allí los Elfos Sindar y los Enanos. Más tarde llegarían los Hombres, algunos de los cuales tomaron partido por los pueblos libres, siendo otros captados por Melkor para su causa.
Melkor estaba asentado en el norte del subcontinente, en torno a su fortaleza de Angband. Los pueblos libres se establecieron en zonas más meridionales, formando un mosaico de reinos de elfos y hombres. Los Enanos se mantuvieron aparte aunque intervinieron ocasionalmente en los asuntos de Beleriand.
Morgoth intentaría siempre expandirse hacia el sur y destruir a Noldor y Sindar. Los Elfos por su parte, tendrían como mayores instigadores bélicos a los siete hijos de Fëanor, que habían realizado a su padre el juramento de perseguir y atacar a cualquiera que poseyera un Silmaril y no accediese a devolvérselo a ellos.

## Grandes Batallas
Son cinco las grandes batallas acontecidas en las Guerras de Beleriand:

### Primera batalla de Beleriand
La primera y segunda batallas forman parte de un primer intento de Morgoth por controlar Beleriand por la fuerza. El único reino fuerte en ese entonces era el de Thingol (rey de los Elfos Sindar) y tres ejércitos de Orcos fueron enviados al sur para rodearlo.
Uno de ellos avanzaba por la ribera del río Gelion (en Beleriand Oriental). A este contingente se enfrentaron el rey Thingol y su aliado, Denethor rey de los Laiquendi (los Elfos Verdes de Ossiriand). Thingol, con armas y armaduras de hierro fabricadas por Enanos, aniquiló el ala izquierda de los orcos y acudió en ayuda de Denethor, que pasaba por dificultades debido a las malas armas de madera de sus pacíficos elfos. Denethor resultó muerto, pero Thingol consiguió ganar la batalla y los orcos huyeron hacia el norte. En su huida se cruzaron con un ejército de Enanos que bajaba a cortarles el paso, y fueron casi completamente exterminados.
Mientras tanto, el segundo de los ejércitos de orcos había sitiado a los Elfos de las Falas, y a su líder Círdan el Carpintero de Barcos.

### Segunda Batalla(Dagor-nuin-Giliath)
Mientras Thingol se alzaba con la victoria, en la costa los primeros Noldor ponían pie en Beleriand. Fëanor y sus hijos traían un ejército a bordo de los barcos robados a los Teleri de Alqualondë. Allí mandó quemar las naves, y a la gran humareda acudió el tercer ejército de orcos de Morgoth. Así comenzó la Dagor-nuin-Giliath (la Batalla Bajo las Estrellas, pues en ese entonces aún no salían la Luna y el Sol). Los Noldor se alzaron con una victoria rápida, pero Fëanor se precipitó y persiguió a los vencidos demasiado cerca de Angband. Morgoth sacó de su fortaleza más tropas y a los Balrogs, y Fëanor fue abatido por su líder Gothmog.
Sin embargo, la victoria fue de los Noldor, y de esta forma el segundo ejército de orcos, el de las Falas, quedó rodeado y fue vencido también.

### Tercera Batalla (Dagor Aglareb)
Medio siglo después, los Noldor ya se habían establecido en diversos reinos; casi todos ellos en la mitad norte de Beleriand, más cerca del Enemigo que los dominios Sindar. La zona nor-occidental estaba controlada por Fingolfin, Rey Supremo de los Noldor, y sus hijos; mientras que el área oriental estaba bajo la influencia de los hijos de Fëanor; la parte central quedó bajo el dominio de los hijos de Finarfin.
Entonces Morgoth envió un nuevo ejército, más grande que los tres anteriores juntos. Atacó el paso del Sirion, una de los accesos clave a Beleriand desde el norte, y lo forzó. Pero los Noldor estaban alerta, y cuando los orcos estaban avanzando por la meseta de Dorthonion, Fingolfin y Maedhros atacaron de forma coordinada por los flancos derecho e izquierdo del ejército y lo aniquilaron. Los Noldor revalidaron aquí su gran capacidad.
El ejército orco fue perseguido hasta las mismísimas puertas de su fortaleza Angband, que los Elfos sitiaron. Se inició así el sitio de Angband, que duraría casi cuatrocientos años, durante los cuales los Noldor montaron en las mismas puertas de Morgoth y hubo paz y prosperidad en Beleriand. Por esta razón, esta batalla se conoció como Dagor Aglareb (la Batalla Gloriosa).

### Cuarta Batalla (Dagor Bragollach)
Cuatrocientos años después, Morgoth se sintió lo bastante seguro para hacer una salida y romper el cerco a su fortaleza. Tenía un arma secreta: Glaurung, padre de los Dragones. Éste salió al frente de orcos y balrogs, expulsando a los sitiadores mientras Morgoth arrojaba una ola de fuego sobre elfos y hombres haciendo arder toda la llanura de Ard-Galen, que fue rebautizada como "Anfauglith" (Tierra del Polvo Asfixiante). Tras tres grandes derrotas, la Dagor Bragollach (Batalla de la Llama Súbita) fue la primera gran victoria de Melkor.
Glaurung y su séquito rompieron las defensas Noldor del Este, venciendo a los hijos de Fëanor y de Finarfin y penetrando en Beleriand Oriental. En el Oeste también los Elfos salieron derrotados, pero consiguieron contener al enemigo antes de que penetrara en Hithlum, el reino de Fingolfin. Durante algunos años continuó la acción bélica, que terminó con otra derrota de los pueblos libres: Sauron, principal capitán del Ejército Oscuro, conquistó Tol Sirion a los hijos de Finarfin, el principal acceso a Beleriand desde el norte.
La Dagor Bragollach inclinó la balanza a favor de Melkor, atemorizando a toda Beleriand y desplazando las fronteras muchos kilómetros a su favor. Fingolfin fue muerto en combate singular contra Morgoth, heredando así su hijo Fingon el título de Rey Supremo de los Noldor.

### Quinta Batalla (Nírnaeth Arnoediad)
La más decisiva de todas, la Nírnaeth Arnoediad (Lágrimas Innumerables) supuso la victoria casi definitiva de Melkor sobre los pueblos libres, o cuando menos el comienzo seguro de su derrota.
Fueron Maedhros, hijo de Fëanor, y Fingon quienes impulsaron la mayor alianza hasta entonces hecha entre Hombres, Elfos y Enanos. Esperaban marchar sobre Angband divididos en dos fuerzas: desde el Oeste, Fingon el Valiente, Rey Supremo, al mando de los Noldor de las casas de Fingolfin y algunos de Finarfin, algunas fuerzas de Elfos Sindar y de los Hombres occidentales, vasallos suyos; desde el Este atacaría Maedhros con los Noldor de la casa de Fëanor, los Enanos de las Montañas y los Hombres orientales.
La batalla se inició en el oeste, con una feroz acometida que hizo retroceder a los orcos hasta su fortaleza, pero Morgoth sacó el grueso de su ejército que estaba oculto e hizo retroceder al ejército de Fingon. Salieron también de Angband los temibles Balrogs, y Glaurung el dragón, y se equilibró la balanza. Pero entonces llegó el punto clave de Melkor: los hombres orientales estaban sobornados, y cambiando de bando atacaron por sorpresa la retaguardia de Maedhros. Así obtuvo Morgoth la victoria total.
Fingon murió, así como muchos grandes líderes de todos los pueblos en contienda. Sólo dos reinos no participaron en la alianza: Doriath, del Rey Thingol de los Sindar, y Nargothrond, fortaleza sureña de Orodreth de la casa de Finarfin, aunque este no evitó que quienes quisieran de su pueblo participaran en la batalla. Ambos reinos se mantuvieron al margen de la batalla por desprecio a los hijos de Fëanor, organizadores de la alianza.

### LaGuerra de la Cólera
La quinta batalla dejó a Morgoth como potencia dominante de Beleriand, si bien le quedaban reinos sueltos por conquistar: Gondolin del ahora Rey Supremo Turgon, Doriath del Rey de Beleriand Thingol y Nargothrond de Orodreth. En los años posteriores, estos reinos irían cayendo uno a uno bajo diversas circunstancias de traición y engaños en los que la codicia por los Silmarils jugaron a menudo un papel destacado. Finalmente casi nada quedó fuera de los dominios de Melkor, y su victoria era prácticamente absoluta.
Tuvo entonces lugar la Guerra de la Cólera, en la que por mediación de Eärendil medio elfo, los Valar acudieron en ayuda de la Tierra Media. Un gigantesco ejército formado por Maiar y Elfos Vanyar y Noldor fieles súbditos de Finarfin llegó del otro lado del mar, liderados por el Heraldo de Manwë, Eönwë. En una campaña relativamente rápida pero muy salvaje, arrasaron las fuerzas de Morgoth, llegaron a su fortaleza y la destruyeron hasta los cimientos. Morgoth fue capturado: sus pies fueron cortados y fue encadenado con el metal de su propia corona, luego de arrancarle los dos silmarilli remanentes. Finalmente, Melkor fue levantado al cielo y arrojado al vacío a través de las Puertas de la Noche. Eärendil el Marinero patrulla el cielo en su barco Vingilot, montando guardia para evitar el regreso de Morgoth.
Casi todo el subcontinente de Beleriand fue destruido por la violencia de esta guerra, hundiéndose bajo las aguas y ensanchando aún más la distancia entre Aman y la Tierra Media.